# 李昇 (唐朝)
李昇（?—?），名又作昪，唐朝阆州新政（今四川省南部县度门镇和平村）人。本姓鲜于，伯父鲜于仲通，父亲鲜于叔明，赐姓李氏。
朱泚之乱，时任神策将的李昇跟随唐德宗至奉天（今陕西省乾县）。兴元元年二月，德宗下诏加李怀光太尉，兼赐铁券，派遣李昇及中使邓鸣鹤赐券宣旨。李怀光认为人臣造反，才赐铁券，非常愤怒。李昇还奏：“怀光反明甚。”后来李怀光果然造反，李昇与郭曙、韦清、令狐建、李彦辅等功臣子弟保护德宗从奉天到梁州。李叔明命儿子以死报君，李昇有功，擢升为禁军将军。贞元初年，转任太子詹事。大理司直窦参讨厌李昇，让詹事的班次退居诸府少尹之下。郜国公主的驸马萧升去世，郜国公主与彭州司马李万淫乱，蜀州别驾萧鼎、商州澧阳令韦惲（韦恪）、李昇等人出入公主宅第，秽声流闻。后来事发。德宗大怒，幽禁公主于别第，杖杀李万，萧鼎、韦恪杖四十，长流岭表。李昇贬为岭南罗州别驾。